# Pardosa sphagnicola
Pardosa sphagnicola là một loài nhện trong họ Lycosidae. Loài này phân bố ở châu Âu.
Loài này thuộc chi Pardosa, được Maria Dahl miêu tả năm 1908.

## Hình ảnh

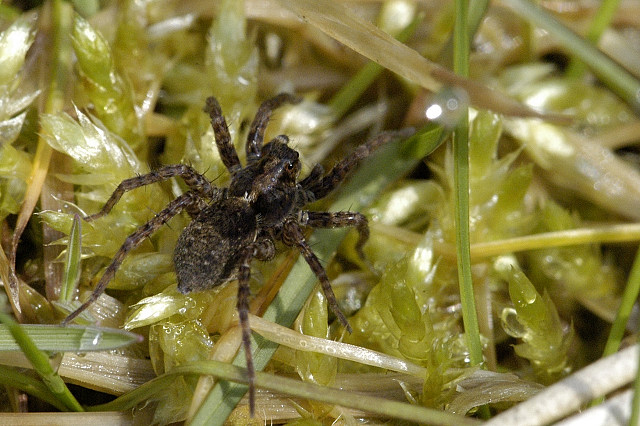
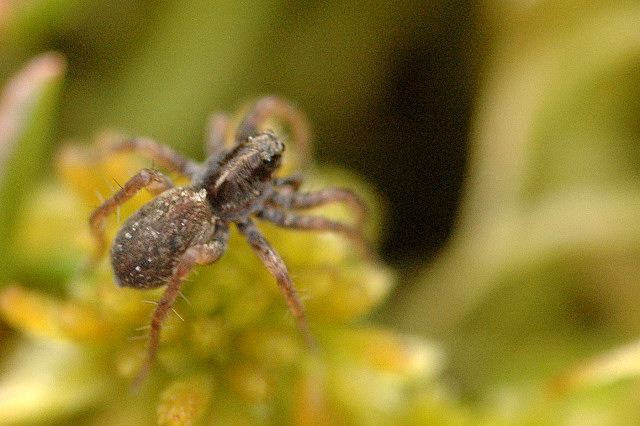
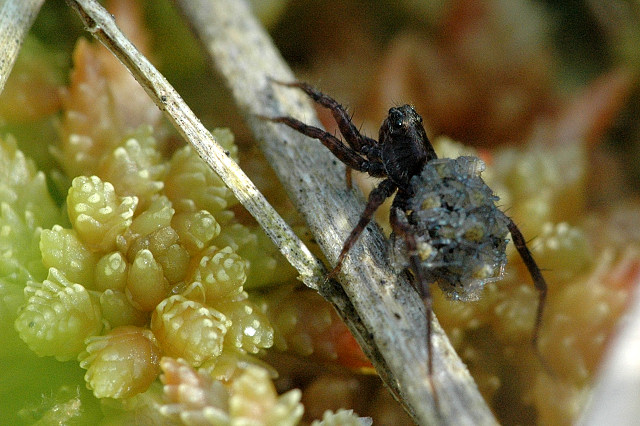